# Anumeta lineata
Anumeta lineata är en fjärilsart som beskrevs av Emilio Berio 1934. Anumeta lineata ingår i släktet Anumeta och familjen nattflyn. Inga underarter finns listade i Catalogue of Life.